# Sonic Chronicles: The Dark Brotherhood
Sonic Chronicles: La Hermandad siniestra (Sonic Chronicles: The Dark Brotherhood) un videojuego de Sonic desarrollado por BioWare en exclusiva para Nintendo DS, en el que se maneja al personaje con el lápiz táctil y en el que Sonic y compañía tienen que arreglárselas para desbaratar los planes de un enemigo común a Sonic y el Dr. Eggman. Los personajes hacen uso de un nuevo método de combate con técnicas especiales y objetos que ayudan en la batalla, pero que las técnicas consumirán puntos de potencia (PP). Cada personaje tiene una habilidad propia (menos el Dr. Eggman,que no tiene) para superar obstáculos. Hay nuevos personajes como Shade the Echidna.

## Historia
Todo empieza después de los sucesos de Sonic Unleashed, en Metrópolis, antigua base del Dr. Eggman, donde Sonic y sus amigos lucharon con éste en su Egg Carrier, haciendo que explotara. Después de 2 meses Sonic se va a ver el mundo y Tails lo llama desde un comunicador y le cuenta que han robado las Esmeraldas y... comienza la aventura.

## Interacción
Cuando puedas interaccionar con un personaje u objeto apareceá un icono.Acciónalo o pulsa L/R,
para interactuar.
Son las siguientes:
- Interaccionar:Sirve para accionar interruptores.Icono:exclamación.
- Hablar:Iniciar conversación.Icono:bocadillo(de cómics)con puntos suspensivos dentro.
- Saltar:hacia zonas elevadas.Icono:flecha curvada.
- Entrar:en algún sitio.Icono:puerta abierta.

## Habilidades
Cuando haya algún obstáculo, se utilizan las habilidades para acceder a otros sitios a los que no podías ir.Las habilidades pueden llegar al nivel 3 cuando los personajes suben de nivel.
Todos los personajes tienen una o más habilidades(excepto el Dr. Eggman,que no tiene).Si el icono aparece ensombrecido, es que el miembro del grupo seleccionado no posee esa habilidad. Selecciona a otro miembro que la tenga.
Son las siguientes:
- Acelerar:a gran velocidad por algún trazado.Icono:flecha a la derecha.
- Volar:a algún sitio lejano y muy elevado.Icono:ala.
- Aplastar:destruir objetos que te impidan el paso.Icono:puño.
- Teletransporte:a un sitio inalcanzable.Icono:línea arremolinada.
- Escalar:por superficies verticales.Icono:escalera.
- Sigilo:pasar por sitios inadvertido.Icono:gafas de sol.
- Invulnerable:Inmune a cosas tóxicas, de alto voltaje...Icono:escudo.

## Equipo
Los personajes máximos que puede haber en tu equipo son 4 de 11. Eliges tu equipo cuando sales de alguno de los refugios (como el taller de Tails) o cuando se te une algún personaje al equipo.

## Pantalla de juego
La pantalla superior te muestra los PS, PP y experiencia de los personajes que hay en tu equipo,
el mapa del lugar los huevos Chao y los rings actuales y máximos de la zona.
La pantalla táctil muestra los iconos de los personajes del equipo( cambias de personaje al tocar su icono) y el menú.

## Menú
Está en la esquina inferior izquierda de la pantalla táctil, toca el icono para abrirlo.
Contiene(se accionan tocando su icono):
- Perfiles:Detalles y estadísticas de los personajes de tu grupo(toca otra pestaña de la izquierda para cambiar de personaje).Icono:cara de Sonic.
- Mapa del mundo:Muestra los lugares de la aventura.Icono:esfera.
- Guardar partida:Pemite guardar la partida en una de las 3 memorias.Icono:pantalla de ordenador.
- Diario:Muestra el estado de tus misiones(que consigues hablando con alguien que necesita ayuda),apuntes de los conceptos del juego y los vídeos qu hayas visto.Icono:diario.
- Inventario:Aquí puedes equipar objetos, chao ytambién están los objetos de batalla yde la aventura(como las Esmeraldas del Caos).Icono:zapatillas de Sonic.
- Chao Garden:Aquí están los Chao que has conseguido.Hay 40.

## Combates
Se divide en rondas en las que eliges qué hacen cada uno de los personajes en cada una.
Puedes elegir entre:
- Atacar:atacas con el ataque básico.
- Técnicas especiales:tocando lo que te indica la pantalla para realizarla.
- Defenderse:para que afecten menos los daños y recuperar PP.
- Objetos:para ayudar en la batalla recuperar PP, PS...
- Huir:de la batalla, saltando obstáculos tocando al personaje adecuado.

## Datos
Son los siguientes:
- Ataque:posibilidad de golpear al enemigo.
- Defensa:posibilidad de que el enemigo te pege.
- Velocidad:posibilidad de coger al enemigo cuando huye o de huir tú y de cuando atacas en una ronda.
- Suerte:posibilidad de que el ataque básico tenga más efecto...

## Subir nivel
Subes de nivel al adquirir una cantidad determinada de puntos de experiencia que consigues cuando ganas combates.Te dan puntos bonus para dar un punto extra a uno de los datos anteriores.También dan puntos de técnica para comprar con una cantidad determinada, las diferentes técnicas de los personajes.

## Objetos
Te encuentras muchos en el juego.Son los siguientes:
- De batalla:que ayudan en el combate.
- De equipamiento:para potenciar algún dato.
- Rings del camino:para coleccionar.
- Rings de comercio:se consiguen cuando vendes objetos y sirven para comprar en las tiendas.

## Huevos Chao
Te los encuentras por el camino y nacen Chao (Sonic the Hedgehog) de ellos.Hay una cantidad determinada en cada lugar.

## Chao
Son las criaturitas del mundo de Sonic(como Cheese) que se suben de nivel(el máximo el 3) intercambiándolos con otras personas.Se equipan a los personajes para mejorar alguna cosa.
Se clasifican en:
Comunes:son fáciles que nazcan.Cuando se equipan suelen hacer que los ataques del personaje causen daños de viento, fuego...
Raros:tienen dificultad media de nacer.Suelen recuperar PP o PS, menos posibilidades de que el enemigo te pegue...
Únicos:Sólo hay 4 de esta especie y de cada una, un ejemplar.Uno imcrementa puntos de experiencia y 
otro suerte, otro incrementa posibilidades para que el ataque básico deje K.O. y el otro hace que las técnicas especiales se realicen sin tocar nada en la pantalla.

## Personajes
- Sonic the Hedgehog
- Knuckles the Echidna
- Miles "Tails" Prower
- Amy Rose
- Cream the Rabbit
- Big the Cat
- Shadow the Hedgehog
- E-123 Omega
- Rouge the Bat
- Dr. Eggman
- Shade the Echidna
- Lord Ix
- Nocturnus (Marauders)